# 黎進寶
黎進寶（1922年4月30日—2012年5月13日），筆名奇山，越南共和國軍事人物、政治家，曾任越南共和國參議員。

## 生平
1922年4月30日，出生於越南南方隆顺村（今屬同塔省雄禦縣）。
黎進寶是和好教徒，1947年至1948年間擔任越南民主社會黨朱篤支部執行委員會總書記。
1955年，畢業於法國凡爾賽技術與工程高等學院（Ecole Supérieure Technique du Génie），1962年於西貢大學文學院取得英語教學資質。
1964年至1965年，出任越南共和國國家警察總監督助理，主管特別警察。
1967年9月3日，當選越南共和國參議員，任期至1973年，並擔任參議院信息及公共工程委員會主席。
1975年越南共和國滅亡後，黎進寶被送入再教育營，1987年得以釋放，後移居美國。

## 外部鏈接
- Buu Le Obituary (1922 - 2012) - Legacy Remembers（页面存档备份，存于）
- Buu Le Obituary - Falls Church, VA（页面存档备份，存于）
- Nghi-Si LE-TAN-BUU（页面存档备份，存于）